# Human relations
Human Relations ist ein Begriff der Betriebssoziologie und Betriebspsychologie, der die informellen sozialen Beziehungen im Betrieb zwischen den Mitarbeitern bzw. zwischen Mitarbeitern und Führungskräften beschreibt. Diese sollen sich in möglichst konfliktfreier Form entwickeln und dann positiv auf die Arbeitsleistung wirken. Er wird auch in der Arbeits- und Industriesoziologie verwendet, die jedoch eher auf die formellen industriellen und Arbeitsbeziehungen fokussiert sind.

## Vorgeschichte und Stellenwert
Infolge der Anwendung der Methoden des Scientific Management von Frederick Winslow Taylor kam es zu einer Ausweitung der arbeitsvorbereitenden und -planenden Tätigkeiten, von denen die effiziente Gestaltung der Produktionsprozesse zunehmend abhing. Eine patriarchalische Betriebsordnung war kein Leistungsgarant mehr; die Bindung der Arbeiter an den Betrieb wurde immer geringer. Da die Arbeiter vom Lohn physisch abhängig waren, schien dieser der wichtigste leistungssichernde Faktor zu sein. 
Jedoch erwies sich der Faktor Lohn als weniger wirksam als erwartet. So wurden in den 1930er Jahren die Human Relations für die Organisationspraxis entdeckt. Diese zielte vor allem auf Beeinflussung der sozialen Antriebsfaktoren der Arbeitsleistung ab. Mitarbeiterführung wurde zu einer der wichtigsten Aufgaben des Managements. Dazu gehörten Funktion, Planung, Organisation, Motivation und Kontrolle der Arbeit. Der Führungsstil gewann auch in wissenschaftlicher Sicht immer mehr an Bedeutung in Bezug auf die Arbeitsleistung der Arbeiter und deren Einstellung zur Arbeit.

## Hawthorne-Untersuchung/Mayo-Group
In den 1920er Jahren begann die Betriebsleitung der Hawthorne-Werke der Western Electric Company in Chicago eine Versuchsreihe. Die Fabrik beschäftigte 29.000 Arbeiter und stellte vor allem Telefone sowie Zubehör her. Die Versuchsreihe sollte herausfinden, welchen Einfluss die Arbeitsbedingungen auf die Entstehung von Ermüdung und Monotonieerfahrung der Arbeiter hat. 
Theoretischer und methodischer Ausgangspunkt der Analysen war zunächst der Ansatz der Psychotechnik (in diesem Fall die sog. Objektpsychotechnik nach Fritz Giese 1927), die im Anschluss an Hugo Münsterberg (Psychologie und Wirtschaftsleben, 1912) zum vorherrschenden Paradigma in den USA, Deutschland (1918: Arbeitsgruppe für industrielle Psychotechnik an der TH Berlin-Charlottenburg) und in der Sowjetunion geworden war. 
Gegenstand der Feldexperimente waren zunächst der Einfluss von Faktoren wie Pausen, Arbeitszeit und Beleuchtung auf die Arbeitsleistung. Die Versuchsreihe dauerte insgesamt von 1924 bis 1927, wobei die Untersuchungen im letzten Jahr in Bezug auf die angenommenen Wirkfaktoren erweitert wurden. Nach Beginn dieser Untersuchungen kam auf Einladung der in Australien geborene Betriebssoziologe Elton Mayo hinzu, der das Experiment mit der Mayo-Group (mit Fritz Roethlisberger und William John Dickson) weiterführte. Das Experiment selbst war in drei Phasen aufgeteilt. In der ersten Phase wurden sechs Frauen beobachtet, die im Relais-Testraum Telefonrelais zusammensetzten oder für Materialnachschub sorgten. Das Verhalten der Frauen wurde durch verschiedene Kontrolleinrichtungen protokolliert. Ebenfalls gab es regelmäßige Gesundheitskontrollen und eine Befragung der Arbeiterinnen nach Herkunft, Familienleben sowie sozialen Aktivitäten.
Zunächst wurde mit Ruhepausen experimentiert, dann mit kürzeren täglichen bis wöchentlichen Arbeitszeiten. Festzustellen war dabei, dass die Arbeitsleistung der Frauen stetig qualitativ und quantitativ anstieg, trotz spätere Rückkehr zur Ursprungsarbeitszeit. Zur Erklärung wurden Hypothesen entwickelt, die die Leistungssteigerung mit ökonomischen Anreizen, besserer Gesundheit und Änderung der Beziehung der Frauen untereinander und zu ihren Vorgesetzten in Verbindung gebracht. Allerdings erwies sich außer der Hypothese mit den „sozialen Beziehungen“ keine als schlüssig.
Ab 1929 wurde in der zweiten Phase ein Interviewraum konzipiert, in dem 20.000 Beschäftigte befragt wurden. Ziel war es, die Verbesserung der Führung, aber auch der Einstellung und Beziehungen zwischen den Beschäftigten zu erreichen. Da die Interviewer meistens Vorgesetzte waren, lernten sie auf Grundlage der Aussagen der Arbeiter in Bezug auf ihr Vorgesetztenverhalten hinzu. Die Arbeiter durften ihre Meinung sagen und fühlten sich dadurch anerkannt. Das Gefühl der Teilhabe an Problemen des Betriebs und ihren Lösungen wirkte sich positiv auf ihre Arbeitsleistung aus. Es erwies sich, dass Arbeitssituationen, in denen soziale Beteiligung nicht ausreichte, die Ursache für negative Einstellungen waren. 
Als Ergebnis der Untersuchung wurde festgestellt, dass leistungsbeeinflussende Faktoren ein zusammenhängendes Ganzes aus außerbetrieblichen sozialen Verhältnissen, psychischen Gegebenheiten sowie sozialen Arbeitsbedingungen im Betrieb sind. Der Betrieb ist nicht nur ein technisch organisatorisches Gebilde, sondern eine soziale Organisation („system of sentiments“: System von gefühlsmäßigen Beziehungen). Arbeitsbedingungen, Arbeitsverhalten und -umwelt erhalten durch die soziale Organisation ihre Bedeutung.
In der Schlussphase der Versuchsreihe wurden 14 Kabelzieher sechs Monate in einen Beobachtungsraum („bank-wiring-observation room“) zusammengefasst. Dessen Zweck war es, die sozialen Beziehungen in einer Arbeitsgruppe zu studieren. Eine wichtige Voraussetzung bestand darin, dass kein Vorgesetzter aktiv an der Arbeit teilnahm. Festzustellen war schließlich, dass jeder Arbeiter Leistungszurückhaltung betrieb. Die Outputmenge war bestimmt durch eine von der Gruppe entwickelte Norm bezüglich der täglichen Leistungsmenge, trotz eines auf individuellen Stückakkord abgestellten Leistungslohns. Es waren also informelle, soziale Praktiken innerhalb der Gruppe, die das Verhalten regelten. Es kam zur Cliquen-Bildung und zur Sanktionierung von Außenseitern. Der Meister wird ebenfalls als Außenseiter der Gruppe betrachtet, wobei der Gruppenführer „einer von ihnen“ ist. Die sozialen Beziehungen strukturieren sich nicht durch gleiche Arbeit oder Position, sondern durch die informelle Gruppe. Diese kann als sogenannte „inline organisation“ bezeichnet werden, da sie eigene Strukturen, Normen und Standards aufweist. Sie erfüllt zwei Funktionen: zum einen die Gruppe gegen Verrat von „innen“ zu schützen, zum anderen Einmischungen von „außen“ abzuwehren. 
Die Untersuchungen durch die Mayo-Group erbrachten zwei wichtige Ergebnisse: Eine Leistungssteigerung der Arbeitskraft kann durch soziale Aufmerksamkeit entstehen (sog. Hawthorne-Effekt). Wer auf einmal mehr Aufmerksamkeit erfährt, reagiert mit höherer Motivation bzw. mehr Leistung. Auch seine Bindung an das Unternehmen steigt. Außerdem wurde die Wirksamkeit der informellen Gruppen entdeckt, die oft wichtiger sind als die Arbeitsbedingungen. Diese Entdeckung zeigt, dass der Ansatz des „scientific management“ von Taylor verkürzt ist. 
Die Schlussfolgerung des Managements lautete: Die bisherigen Annahmen über das Verhalten von Arbeitern waren falsch. Ihr Verhalten als „ökonomisch-rational“ zu betrachten ist extrem einseitig. Auch ein straffes Kontrollsystem muss durch die Wirkung der informellen Beziehungen und der Loyalität gegenüber der informellen Gruppe versagen.

## Die Human-Relations-Bewegung
Der Begriff der Human-Relations-Bewegung bezeichnet einen ökonomischen Denkansatz, der Bedürfnisse, psychologische Verfassung und Identität der Mitarbeiter stärker in das Managementkalkül einbezieht. Die mittleren Führungskräfte wechseln von der Rolle der Aufseher und Planer in die des Vermittlers zwischen Beschäftigten und höherem Management.
Durch die Folgen des Taylorismus/Fordismus auf Unternehmen und Arbeiter wurden ab etwa 1930 neue Denkansätze in das Spektrum der Gegenstände der Wirtschaftswissenschaften, speziell der Betriebswirtschaftslehre integriert. Die Ergebnisse der Untersuchungen der Mayo-Gruppe beeinflussten nicht nur die Führungspraxis, sondern auch die theoretischen Diskussionen um das Menschenbild in den Wirtschafts- und Sozialwissenschaften. Nach und nach kam es zu einer „humanistischen“ Öffnung der Betriebswirtschaftslehre insbesondere durch die verhaltensorientierte Weiterentwicklung von Fächern wie Marketing oder Personallehre, denen vor 1930 eine geringe wirtschaftliche Bedeutung zugeschrieben wurde. Erweiterung fand dieser Wandel in einer erneuerten Sichtweise, die das Wirtschaften insgesamt als Teil des sozialen Handelns einordnete. Einsetzende Forschungsarbeiten galten jetzt Gruppenphänomenen, sozialen Interaktionen, Arbeitszufriedenheit und kooperativem Führungsstil. Diese Denkansätze unterstreichen die menschliche Dimension im Unternehmen. Der Homo oeconomicus weicht dem Social man (Homo socialis).
Die Mayo Group wandte sich von ihren psychotechnischen Grundannahmen ab und wurde zum Kern der „Human relations school“, welche den Höhepunkt ihrer Wirksamkeit in den 1950er Jahren erreichte. Da man das konfliktfreie Arbeitsklima als die wichtigste Voraussetzung für hohe Produktivität ansah, entwickelte man Techniken zur Steuerung des Gruppenverhaltens. Mayo beeinflusste eine Reihe von Führungstrainingsprogrammen im Zweiten Weltkrieg; viele Forschungsarbeiten für das Militär bewiesen den Einfluss der „Human relations“-Bewegung auch außerhalb der Industrie. Zwar blieb diese Bewegung lange Zeit akademisch, weil eine praktische Umsetzung zu großen Aufwand für die Betriebe bedeutete. „Human relations“ wurde in der Praxis eher reduziert auf Ansätze zur Schulung von Führungskräften. Heute sieht man in diesen Entwicklungen jedoch den Ursprung der modernen Personalwirtschaftslehre.

## Weiterentwicklung zum motivationstheoretischen Ansatz
Eine Weiterentwicklung der Human Relations-Bewegung ist der motivationstheoretische Ansatz. Dieser geht auf die zunächst klinischen Untersuchungen von Abraham Maslow zurück, die dieser zwischen 1934 und 1943 durchgeführt hatte. Diese wurden 1954 von Douglas McGregor auf die Arbeitsmotivation übertragen.
Die Kritik am motivationstheoretischen Ansatz beruhte vor allem auf der Schwierigkeit, die Bedürfnisbegriffe aus Maslowsche Bedürfnishierarchie zu operationalisieren. Die Motivationstheorie brachte der Betriebswirtschaftslehre deshalb zunächst keinen großen Nutzen. 
1960 stellte Douglas McGregor zwei gegensätzliche Menschenbilder der Betriebswirtschaftslehre gegenüber und benannte sie mit Theorie X (die sich aus den Darstellungen des Mitarbeiters in der traditionellen Managementliteratur zusammensetzt) und Theorie Y (die eine Art Idealtyp einführt, der auf Human-Relations-Strategien anspricht).

## Kritik
Als Kritik kann angebracht werden, dass die „Human relations“-Bewegung zu einseitig war, insofern sie die kollektiven „Industrial relations“ und die „Labor relations“ vernachlässigte. Es handelt sich um eindimensionale Harmoniemodelle, das heißt, es wird ein einziges Bedürfnis befriedigt und dadurch entsteht kein Interessenausgleich zwischen Unternehmen und Mitarbeiter. Doch ist die Annahme, dass individuelle Bedürfnisse und Betriebsziele harmonisch optimierbar seien, wohl unrealistisch. Gewerkschaften oder Konflikthandeln spielten in der „Human relations“-Arbeitswelt keine Rolle. In der Folge entwickelten sich Modelle, die auch die Realität von Konflikten einbezogen.
Der Anwendung von Human Relations-Techniken wird oft mit der Manipulation des menschlichen Verhaltens in Verbindung gebracht. Doch werden seit den späten 1960er und den 1970er Jahren immer mehr Zweifel an der Manipulierbarkeit durch diese Techniken laut. Forschungen zu Zusammenhängen zwischen Arbeitszufriedenheit, Führungsstil und Beteiligung der Mitarbeiter an Entscheidungen einerseits und ihrer Produktivität andererseits zeigten keine oder sogar negative Ergebnisse.

## Sonstiges
Der Human-Relations-Ansatz ist nicht zu verwechseln mit den Human Resources.